# Centre des nouvelles industries et technologies
A Centre des nouvelles industries et technologies (CNIT) a Párizstól nyugatra található La Défense legelsőként felhúzott épülete. Jellegzetes alakja a háromszög alakú teleknek köszönhető, amelyen korábban a Zodiac Aerospace épülete állt. Az 1958-ban megnyitott CNIT központot 1988-ban és 2009-ben átépítették. Jelenleg a Viparis vállalat felügyelete alá tartozik.